# Vontové

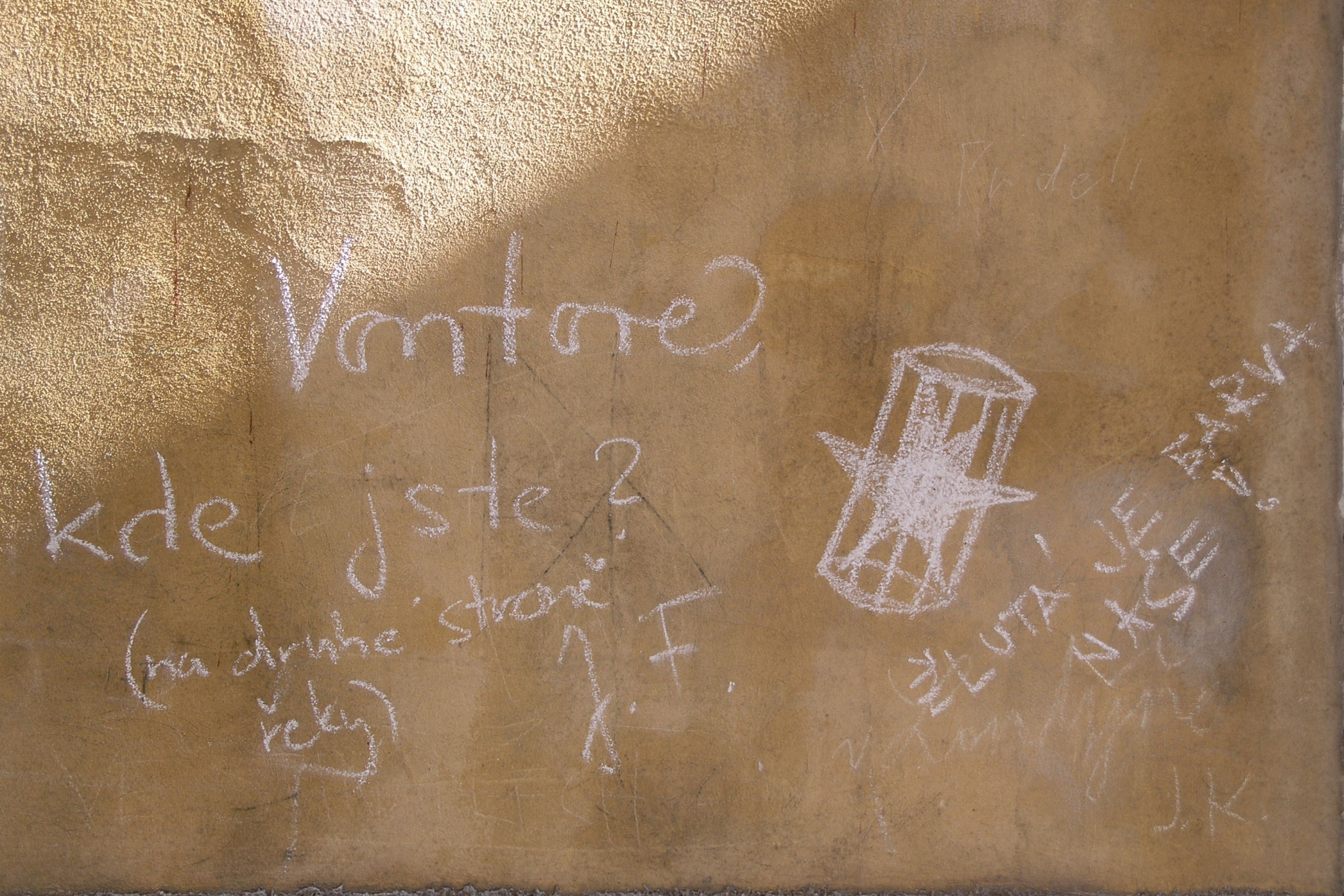
Vontové, kde jste? Nápis na fasádě domu v Thunovské ulici na Malé Straně

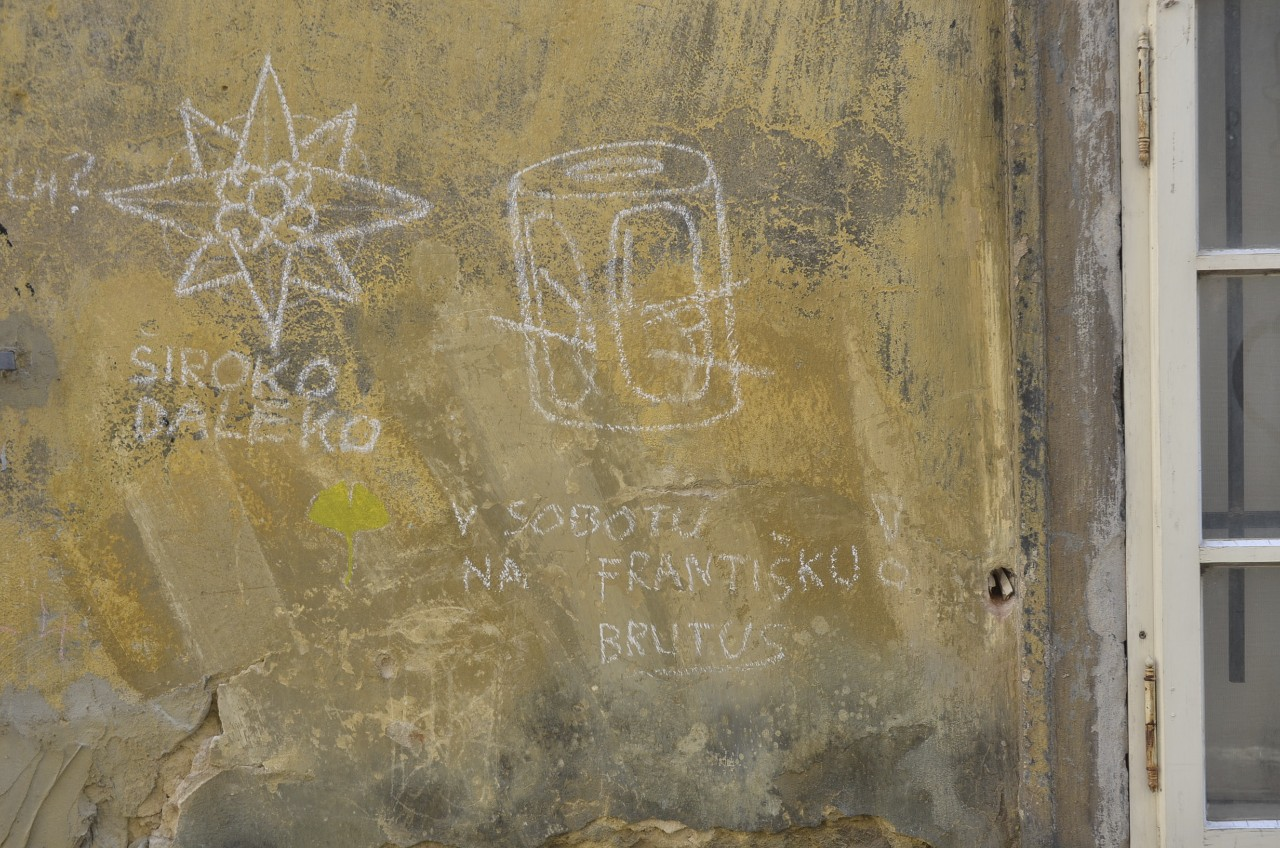
Hledání Stínadel na Starém Městě

Vontové jsou původně smyšlené chlapecké hnutí z knih Jaroslava Foglara. Jejich členem mohou být pouze chlapci ze Stínadel.
Mají složitou organizaci, rozmanité zvyky a tradice. Nejvýše stojí Velký Vont, každý večer se s ním schází Vontská rada, aby projednali různé věci mezi Vonty (například problémy mezi ulicemi, sportovní utkání apod.). Výsledky rady předávají Vontští kurýři (zvaní též poštovní jezdci) náčelníkům ulic. Náčelník je zástupcem celé ulice (nebo jen části, pokud je ulice příliš dlouhá). Dále jsou řadoví Vontové.
Vontové dostali svůj název podle Vojtěcha Vonta, který sdružil chlapce ze Stínadel proti všem, kteří hanili jejich čtvrť.
Vontové mají za svůj odznak žlutý špendlík. Velký Vont je volen ostatními ve Vontské radě a má u sebe ježka v kleci.
Po rozpadu vontské organizace v knize Záhada hlavolamu se mezi Vonty tvoří různé skupinky, například Uctívači ginga, které se chtějí stát vedoucí silou ve Stínadlech.

## Původ
Předobrazem Vontů byly Jaroslavu Foglarovi pravděpodobně klukovské party z pražské oblasti Na Františku, známé od druhé poloviny 19. století až do třicátých let 20. století svou výbojností a uzavřeností. Vedle toho je popis některých vontských reálií překvapivě podobný některým tradičním židovským zvyklostem.

## Následovníci
Mezi příznivci Foglarovy literatury se dlouho spekulovalo o tom, zda Stínadla skutečně existují a kde se nacházejí. Tento zájem také vedl k tomu, že se jinak obyčejné party chlapců během 50. až 90. let 20. století snažily v různých městech románovou činnost Vontů oživit. Ve starých městských čtvrtích hledali možná Stínadla, zakládali chlapecké organizace a snažili se románová dobrodružství prožívat v reálném světě. Většinu spekulací ukončil sedmdesát let po vydání první stínadelské knihy až Miloš Dvorský. Ten ve své knize Mýtus zvaný Stínadla přehledně popsal Foglarovy inspirační stínadelské zdroje i moderní postvontská hnutí. Pro svou čtivost je některými považována za nezbytný bedekr pro hlubší porozumění událostem ve Stínadlech.

## Vontská Stínadla
Ve Stínadlech. Kde ovšem jsou Stínadla, se budou dohadovat jistě i další generace.

## Insignie – hesla Vontů
- Buďme svorni
- Žlutá je barva naše
- Nevyzraďme nic co víme
- Mlčenlivost chrání nás